# Jelcz P662

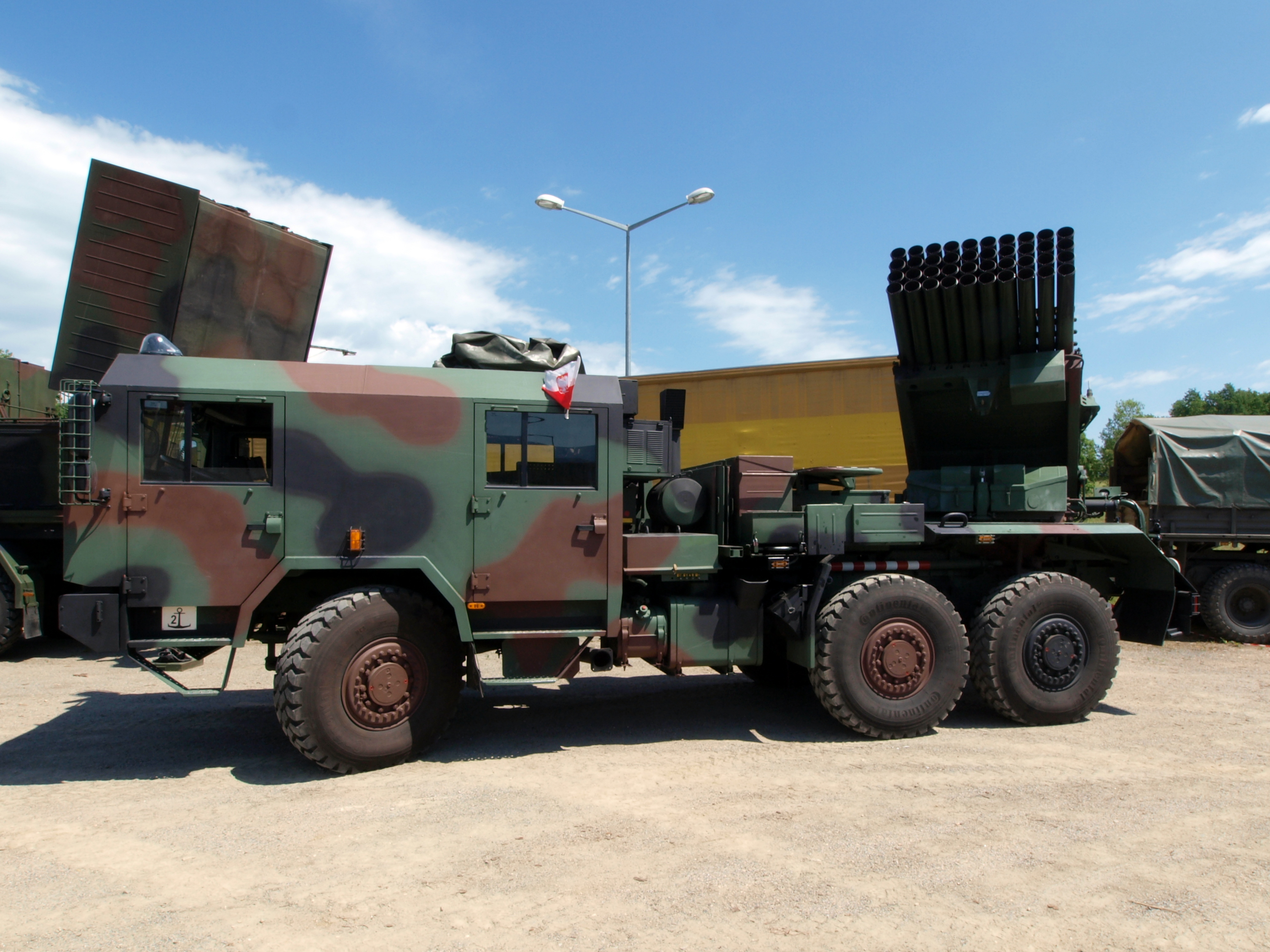
Jelcz P662 D34 з броньованою кабіною і 122-мм пусковою установкою WR-40 Langusta

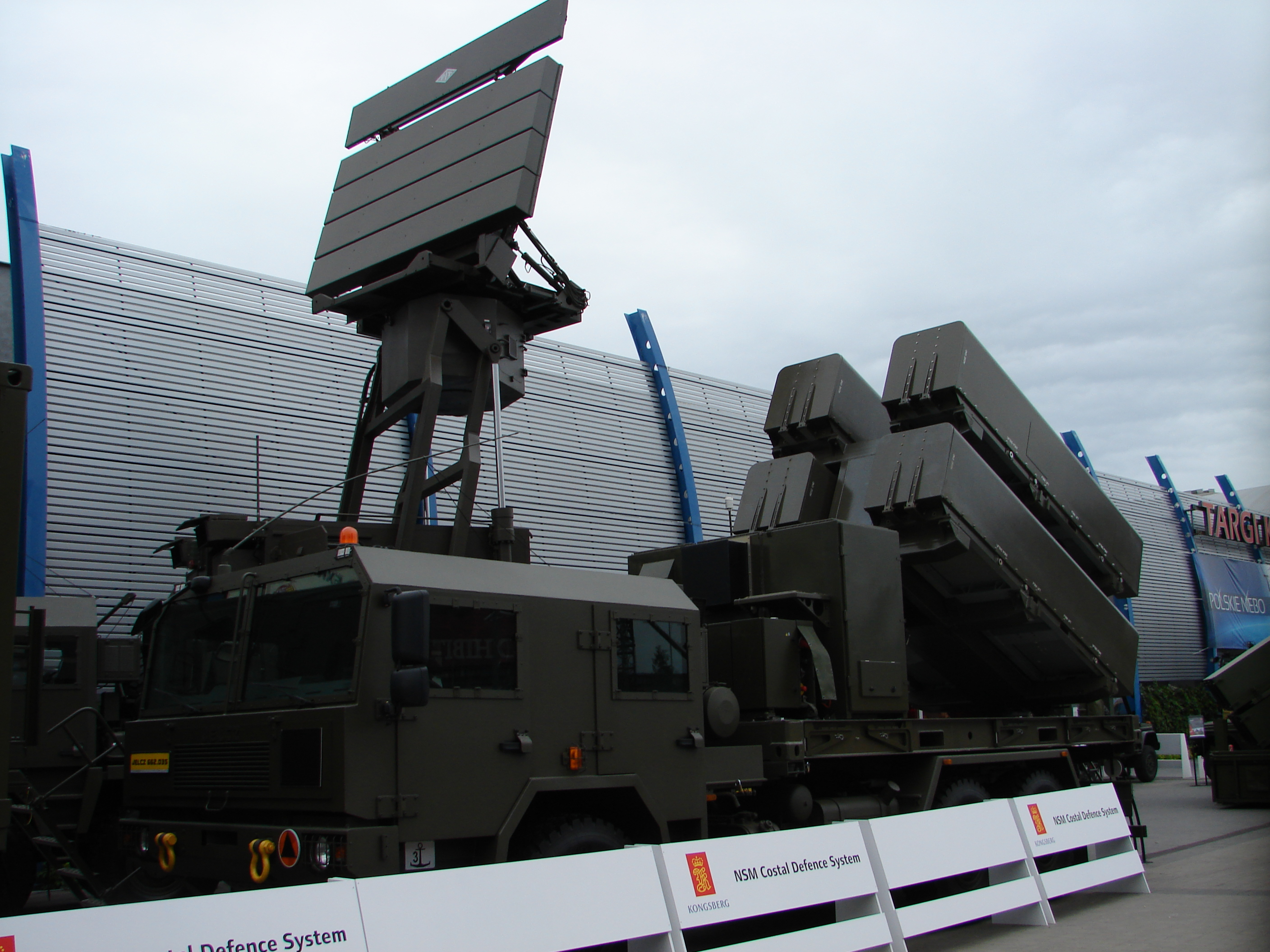
Шасі Jelcz P662D з встановленою протикорабельною ракетною установкою NSM

Jelcz 662D - сімейство вантажівок підвищеної прохідності, виробництва польської компанії Jelcz. Внаслідок краху Zakłady Samochodowe Jelcz S.A. та спеціалізації решти з них (Jelcz-Komponenty до 2014 року) на виробництві для потреб Війська Польського, ці машини доступні лише у мілітаризованих версіях, які використовуються для встановлення озброєння та спеціального обладнання. Першим екземпляром автомобіля серії 662 став прототип фургона S662D з цивільною кабіною типу 134. Автомобіль брав участь у 2-му виданні Jelcz Rally в 1987 році, а в 1988 році був переданий PIMot для випробувань.
На початку 1990-х років, через економічні зміни в Польщі та зниження попиту на менш сучасні вантажівки Jelcz на цивільному ринку, компанія почала використовувати комплектуючі від авторитетних іноземних компаній, а також шукати майбутнє на ринку вантажівок для Війська Польського, для якого раніше не конструювали спеціальні автомобілі. У 1994 році на ярмарку в Познані був представлений прототип першого позашляхового шасі Jelcz, розробленого спеціально для армії: P662D / 1, з двигуном Steyr.

## Jelcz P662D/S662D  (6x6)
Високомобільна вантажівка з повним приводом (шасі 6x6), дизайн ADR. Висока або занижена військова кабіна, пристосована для монтажу додаткової броні або цілісно броньована в 2, 4 і 6-місних (2 або 4-дверних) варіантах. Були також використані кабіни від цивільних моделей [2]. Приводом є двигун:
- Steyr WD 615.97 з 320 к.с. (P662D / 1, випускався до 2000 року)[3][4]
- Iveco Aifo Euro 2 з 345 к.с. (254 кВт), об. 9,5 л, проміжний охолоджувач з  турбонаддувом R6, 1450 Нм (Jelcz P662 D.34)[5]
- Iveco Cursor 8 Euro 3 з 352 к.с. (256 кВт), об. 7,8 л, 1280 Нм (Jelcz P662 D.35)[5]
- Iveco Cursor 10 Euro 2/3, місткість 10,3 л, потужність 430 к.с. (316 кВт), 1900 Нм при 1050-1590 об/хв (Jelcz P642 D.43, Євро 3 з 2002 р.)[5]

Коробка передач ZF, механічна 16-ступінчаста, з 2006 року також 12-ступінчаста автоматична. Двошвидкісна роздавальна коробка.
Шасі виконано з прямокутної рами (заклепаної з поздовжніх елементів С-профілю та поперечин Омега-профілю). Підрессорені мости з напівеліптичними пружинами, задні мости поворотні на двох перевернутих напівеліптичних пружинах, з’єднаних з рамою реакційними тягами. Колісна база у версіях D/1, D.34, D.35 становить 3825 мм і 1400 мм. Одинарні шини, розміром 14.00R20, зі вставками, що дозволяють їздити на короткі дистанції після проколу.
Використовуються мілітаризовані кабіни з плоскими стінками зі скошеними верхніми краями для полегшення стратегічного транспортування, з подвійним вітровим склом. Спочатку була представлена довга неброньована кабіна, а потім інтегрально броньовані кабіни з бронею 1 рівня стандарту STANAG 4569:
- довгий, неброньований, дводверний тип 134 WPP[7]
- довгий дводверний броньований[7]
- довга, занижена, дводверна, броньована типу 146 WPP[7]
- подовжений чотиридверний занижений броньований 4- або 6-місний тип 144 (з 2006 р.)[7][6]
- подовжений чотиридверний, неброньований (з 2010 р.)[7]
- короткий дводверний броньований ЗРК, також стійкий до вибухів знизу (з 2009 р.)[7]

Версії шасі для установки позначаються префіксом P, версія вантажівки з префіксом S, версія тягача з префіксом C. встановлення паливного бака CD-10, водяного бака CW-10, артилерійського радара RZRA Liwiec. Автомобілі P662D.35-M27 також служать базою для некерованих ракетних установок WR-40 Langusta, а P662D.43 — для пускових установок протикорабельних ракет NSM. Більш потужні двигуни D.43 в основному використовуються у вантажівках загального призначення з гаковою або коробковою системою завантаження.
У тому числі у 2006-2010 роках Військо Польське придбало 53 танки на шасі P662D.35, 67 самохідних пускових установок WR-40 на шасі P662D.35-M27, 3 спеціальні версії P662D.35 (1 з РЛС Liwiec), 3 P662D.43 в різних варіантах виконання. Крім того, у 2006-2010 рр. WP придбало 164 вантажівки з кузовом S662D.43.
Один примірник коробки S662D.43 був проданий до 2004 року в нерозкриту арабську країну.